# Etana (mitologia)
Etana (fl. XXXI secolo a.C.) è stato il tredicesimo mitico lugal della prima dinastia di Kish.
Il suo nome è citato nella lista reale sumerica ed è accompagnato dalla frase «il pastore, che ascese al cielo e consolidò tutte le contrade straniere».
Viene citato soltanto in un poema epico sumerico di epoca Amorrea (circa 2000 a.C.) giunto fino a noi molto frammentato, chiamato Mito di Etana. Secondo la lista, fu uno dei primi sovrani a governare dopo il diluvio universale. Secondo alcuni studiosi Etana dovrebbe aver governato all'incirca nel 3000 a.C., secondo altri intorno al 2700 a.C. In ogni caso, la Lista gli assegna 1500 anni di regno, mentre altre fonti accorciano il suo regno a 635 anni.
Sarebbe salito al trono in seguito alla morte di Arwium. Durante il suo regno, Kish consolidò il suo potere e i suoi rapporti con le altre città-stato della Mesopotamia. Il suo successore sarebbe stato Balih (o Balikhu).